# Samara Joy
Samara Joy McLendon (Bronx, 1998. november 11. –) ötszörös Grammy-díjas amerikai dzsesszénekesnő.

## Pályafutása
Samara Joy hangja és debütálása maga az amerikai álom.
Samara Joy New Yorkban nőtt fel. Nagyszülei a The Savettes együttessel dolgoztak. Apja turnézott például a gospel-énekes gospel-énekes Andraé Crouch-szal is-szal is. Otthonát nemcsak az apja zenéje töltötte meg, hanem számos gospel- és R&B művész hatása, köztük Stevie Wonder, Lalah Hathaway, George Duke, Musiq Soulchild, Kim Burrell, a Commissioned és még sok más előadó zenéje.
Folyamatosan jelen volt családjában a zene. Samara Joy a középiskolai musical-előadásokon fedezte fel énekhangja lehetőségeit. A gimnáziumban csatlakozott a gyülekezeti kórushoz. Közel két éven át heti három istentiszteleten énekelt.
A dzsesszel is a középiskolában találkozott. A Fordham High School for the Arts-ba járt járt, és rendszeresen fellépett dzsessz-zenekarokkal. Megkapta a JALC Essentially Ellington verseny legjobb énekese díját.
Felső fokon a State University of New York at Purchase iskolába járt. Itt megismerte Pasquale Grassot (gitár) és Kenny Washingtont (dob). (Mindketten szerepelnek debütáló lemezén).
Életében a döntő fordulat az volt, amikor meghallgatta Sarah Vaughan Lover Man című számát. Ettől kezdve intenzíven folytatta dzsessz-tanulmányait. Elindult a Sarah Vaughan Nemzetközi énekversenyek és meg is nyerte azt.
Nem tudok úgy énekelni, ahogy más, csak úgy, ahogy én.

## Albumok
- 2021: Samara Joy (Debut Album) Whirlwind Recordings WR4776 [CD] és WR4776LP [LP], Columbia RPOZ-10068 [japán CD-kiadás]
- 2022: Linger Awhile
- 2023: Linger Awhile Longer
- 2023: Joyful Holiday
- 2024: Portrait

## Díjak
- 2019: „Sarah Vaughan” Nemzetközi Dzsessz Énekverseny
- 2021: JazzTimes: Best New Artist
- 2023: Grammy-díj: Best Jazz Vocal Album („Linger Awhile”)
- 2023: Grammy-díj: Best New Artist
- 2024: Grammy-díj: Best Jazz Performance

## Érdekesség
2020 májusában – a koronavírus járvány miatti kötelező távolságtartás miatt – létrehozott egy online oktatási weboldalt: (https://www.jazzvoice.com/), amely összekapcsolja az énekeseket, mai és régi diákokat a virtuális térben.
Az énekesek közül néhány: Karrin Allyson, Tierney Sutton, Cyrille Aimée, Kate McGarry, Johnny O’Neal, Jane Monheit, John Proulx, Nicole Henry, J.D. Walter, Jay Clayton, Dena DeRose, Catherine Russell...